# Miss Universe Denmark
Miss Universe Denmark er en national skønhedskonkurrence I Danmark, som udvælger repræsentanter til Miss Universe, Miss Earth, Miss International, Miss Supranational og Miss United Continent konkurrencerne. Miss Universe Denmark er ikke relateret til Miss Danmark konkurrencen.

## Organisation
Mellem 1952 og 1986 udvalgte Miss Denmark / Frøken Danmark vindere til at deltage i flere store skønhedskonkurrencer, herunder konkurrencerne Miss Universe, Miss World, Miss Europe, Miss International og Miss Scandinavia.
Mellem 1986 og 1995 havde Bo Andersen licensen til Miss Universe Denmark, hvor store danske ikoner, som ikke var en del af Miss Denmark, konkurrerede ved Miss Universe. Herunder kan nævnes supermodellen Helena Christensen (1986) og TV-værten Maria Hirse (1993). 
Fra 1996 til 2013 havde Memborg models licensen til Miss Universe Denmark.
Fra 2015 har Face of Denmark, ejet af Anders Hamilton de Voss, licensen til konkurrencen Miss Universe Denmark.
Den eneste danske topfemplacering ved Miss Universe er Aino Korva i 1963, og Žaklina Šojić er den seneste dansker, som har fået en placering i top 15 ved Miss Universe 2007. Førstepladsen i den danske konkurrence skal repræsentere Danmark ved Miss Universe, mens andenpladsen ved Miss Universe Denmark vil konkurrere ved Miss Earth, tredjepladsen ved Miss International og fjerpladsen ved Miss Supranational.

## Konkurrencen
Pointsystemet foregår ved at der ved konkurrencens semifinale, udvælges en top 12. Dette sker efter en konkurrence i interview, badedragt og aftenkjole. Finalisterne i top 12 konkurrerer igen i badedragt, før top 6 bliver annonceret. Top 6 placeringerne er ”Miss Universe Denmark” (Vinder), ”Miss Earth Denmark” (Anden plads), ”Miss International Denmark” (Tredje plads), ”Miss Supranational” (Fjerde plads), ”First Princess” (Femte plads) og ”Second Princess” (Sjette Plads).

## Vindere
Følgende piger er blevet kronet som Miss Universe Denmark begyndende med 2015:
| År   | Miss Universe Denmark | Repræsenterede | Lokation                                            |
| 2019 | Katja Stokholm        | Odense         | Cirkus bygningen københavn                          |
| 2016 | Christina Mikkelsen   | København      | Amager Bio, København                               |
| 2015 | Cecilie Wellemberg    | Rungsted Kyst  | Comwell Conference Center - AC Bella Sky, København |